# Jopen Bokbier
Jopen Bokbier is een Nederlands bier van hoge gisting.
Het bier wordt gebrouwen in Brouwerij Jopenkerk te Haarlem. 
Het is een roodbruin viergranen seizoensbier, type herfstbok met een alcoholpercentage van 6,5%.

## Prijzen
- European Beer Star 2011 – Zilveren medaille in de categorie Belgian Style Dubbel
- Verkiezing "Lekkerste bokbier" 2011 – Derde plaats
- World Beer Awards 2013 - gouden medaille Best Brown